# Chinezen in Maleisië

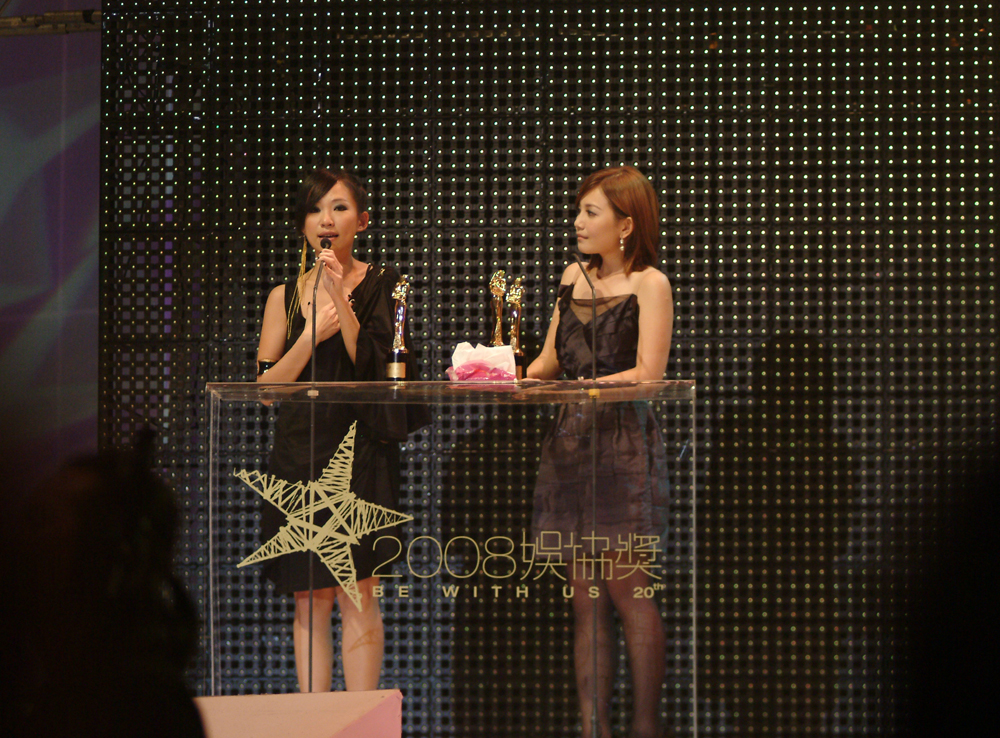
Chinezen in Maleisië

De Chinezen in Maleisië maken 23% deel uit van de Maleisische bevolking en ze zijn de rijkste etnische groep in Maleisië. Zij zijn soms al de tiende generatie in Maleisië. De andere twee grote bevolkingsgroepen in Maleisië zijn de autochtone Maleisiërs en Indiase Maleisiërs. Ze hebben ervoor gezorgd dat Maleisië nu een van de rijkere landen van Zuidoost-Azië is. Maar desondanks worden Chinese Maleisiërs tot nu toe nog steeds als tweederangsburgers behandeld door de Maleisische overheid. De armoede onder de autochtone Maleisiërs is groot, waardoor hun jaloezie op rijke Chinese Maleisiërs alleen maar groter wordt.

## Geschiedenis
Het overgrote deel van de Chinezen in Maleisië komt oorspronkelijk uit Fujian en Guangdong. In de negentiende eeuw kwamen zeer veel Chinezen in Maleisië als contractarbeider. Er waren ook veel vrijwillig naar Maleisië gekomen om te werken voor hun geboortestreekvereniging. Sinds 1949 hebben de Chinezen een eigen politieke partij, Persatuan Cina Malaysia.
In 1911 waren er 269.854 Chinezen in Maleisië en in 1949 waren er ongeveer één miljoen Chinezen in Maleisië. Tegenwoordig zijn er ongeveer 7,1 miljoen Chinese Maleisiërs
De meeste Chinezen wonen in Chinese wijken en steden. Georgetown, Ipoh, Kuala Lumpur, Kuching, Petaling Jaya en Klang hebben een zeer hoog percentage Chinese Maleisiërs.

## Religie
De meeste Chinese Maleisiërs geloven in het boeddhisme, daoïsme, confucianisme, voorouderverering en Maleis-Chinese volksreligie. Een minderheid is moslim of christen.

## Subgroepen
Niet alle Chinezen in Maleisië hebben dezelfde jiaxiang, dus worden er veel verschillende Chinese dialecten gesproken.
Het aantal sprekers van Chinese dialecten is van 2.667.452 in 1957 gestegen naar 5.365.846 in 2000, dat is 26% van de Maleise bevolking.
| Dialect            | Aantal sprekers |
| ------------------ | --------------- |
| Minnanyu           | 1.848.211       |
| Nanyang-Hakka      | 1.679.027       |
| Standaardkantonees | 1.355.541       |
| Chaozhouhua        | 974.573         |
| Standaardmandarijn | 958.467         |
| Hainanhua          | 380.781         |
| Minbeiyu           | 373.337         |
| Mindongyu          | 249.413         |

## Bekende Chinese Maleisiërs
- Ling Liong Sik
- Ken Yeang
- Jimmy Choo
- Danny Chia
- Alex Yoong
- Nicholas Teo
- Michelle Yeoh
- Yap Ah Loy
- James Wan
- Tan Kah Kee
- Lim Goh Tong
- Chan Siong Chong

## Voetnoten
1. ↑  Prof. Dato' Dr Asmah Haji Omar, edt: "Encyclopedia of Malaysia - Languages and Literature", pp 52-53, Kuala Lumpur: Editions Didier Millet, 2004, ISBN 981-3018-52-6
2. ↑  Dept. of Statistics: "Population and Housing Census of Malaysia 2000", Kuala Lumpur: Department of Statistics Malaysia, 2001
3. ↑  Joshua Project database for Malaysia